# Cimetière de la rue des Petits-Champs
Le cimetière de la rue des Petits-Champs est un ancien cimetière disparu à Fontainebleau, en France.

## Situation

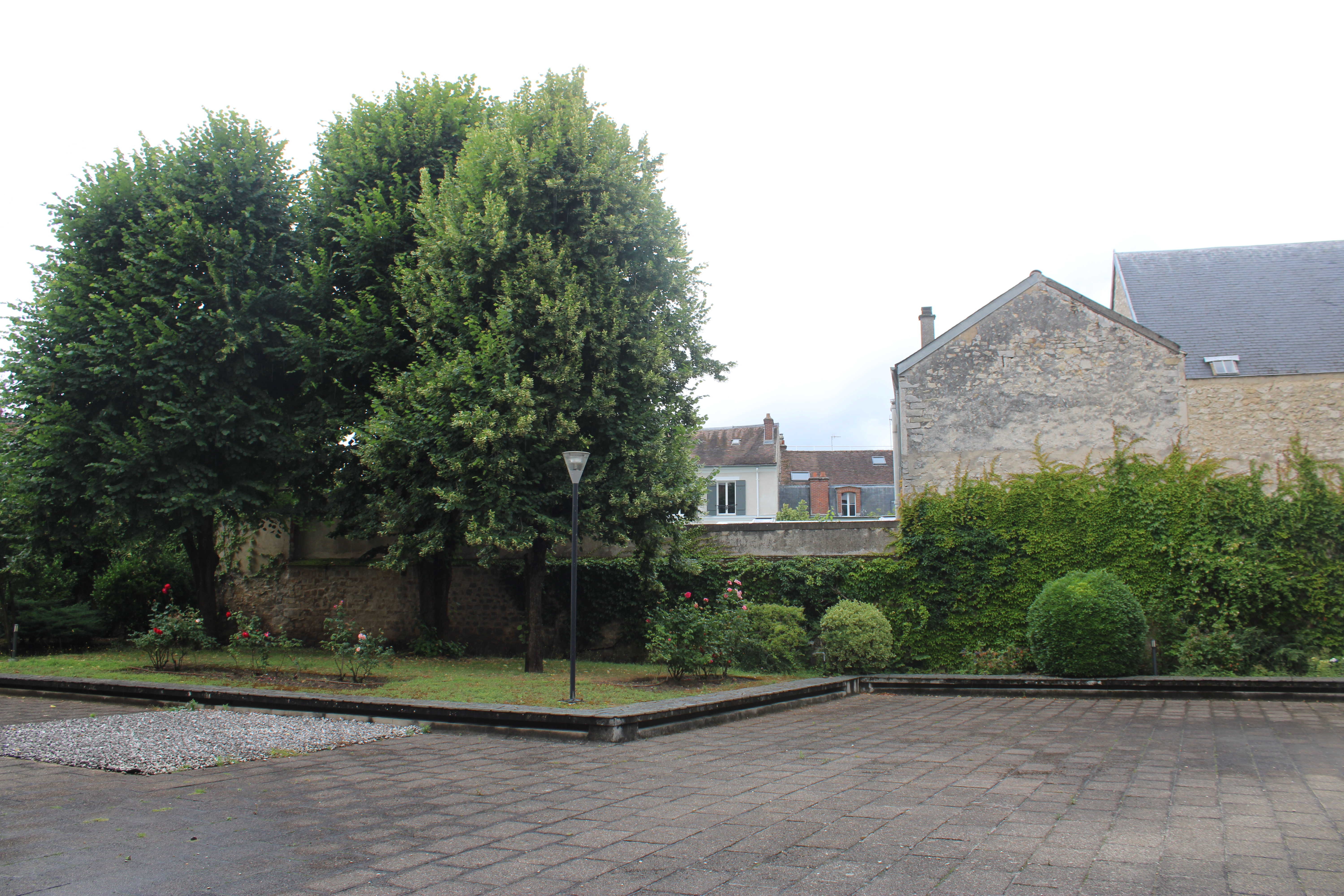
Cour de la résidence Les Tilleuls, au cœur de l'îlot urbain, en 2021. Au fond, à droite, peut-on apercevoir la toiture du temple protestant.

Le cimetière était situé dans l'îlot urbain, formé par la rue des Petits-Champs — d'où son appellation — (actuellement, rue Béranger), la rue des Maudinets (aussi orthographié « Maudinés », actuellement, partie de la rue de la Cloche), la rue Saint-Merry et la rue de la Paroisse,.

## Histoire
Le roi Louis XIV, dans des lettres patentes qui érigent Fontainebleau en paroisse distincte de celle d'Avon, fait don au bourg d'environ un arpent de terrain (soit environ 6 595 m2) entouré de murs, qui sera ainsi utilisé en tant que lieu d'inhumation dès le 20 avril 1662.
Dans les cahiers de doléances de 1789, parmi les demandes purement locales, on retrouve l'éloignement du cimetière. Et en effet, au début de la Révolution, ce cimetière jugé insuffisant et mal placé devient désaffecté à la suite des plaintes de citoyens concernant son insalubrité,. C'est ainsi qu'en cette fin de XVIIIe siècle, le Comité du salut public de Fontainebleau acquit un terrain à la lisière de la forêt, au nord de la ville, pour établir le cimetière de la Vallée de la Chambre qui devient le nouveau lieu d'inhumation du bourg.
De nos jours, cet îlot urbain est résidentiel. Il abrite, entre autres, le temple protestant de la ville.

## Structure
Dans son plan de Bourg, Chateau et Iardins de Fontaine-bleau datant de 1697, le cartographe Nicolas de Fer fait apparaître le lieu — sous l'appellation simple « Cimetière » —, en retrait du bourg, dans la forêt. Il le représente avec des rangées d'arbres entourant les quatre murs ; un des murs est entrecoupé par trois points d'accès depuis la rue des Petits-Champs.

Cartes faisant figurer le cimetière
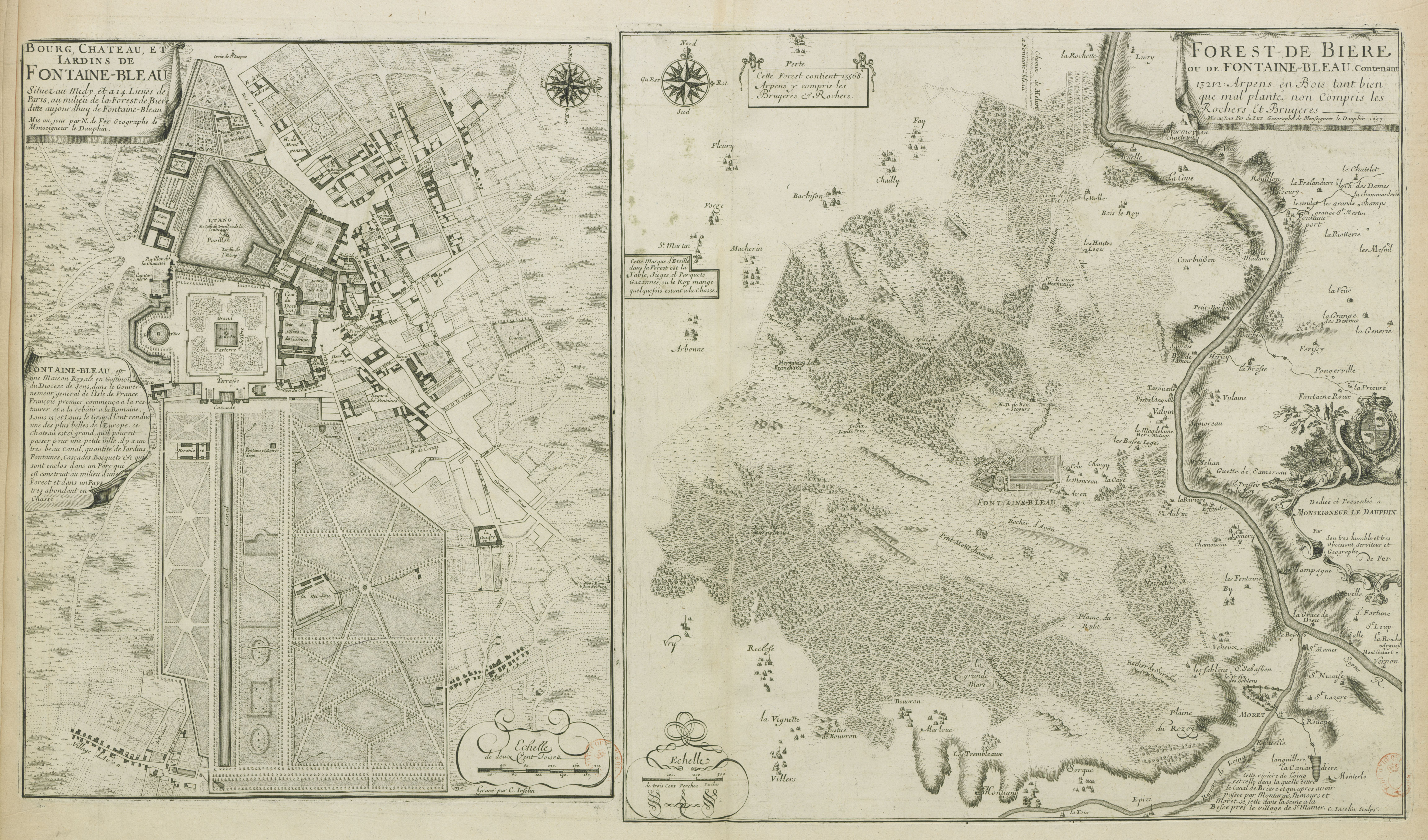
Bourg, Chateau et Iardins de Fontaine-bleau (1697) par Nicolas de Fer
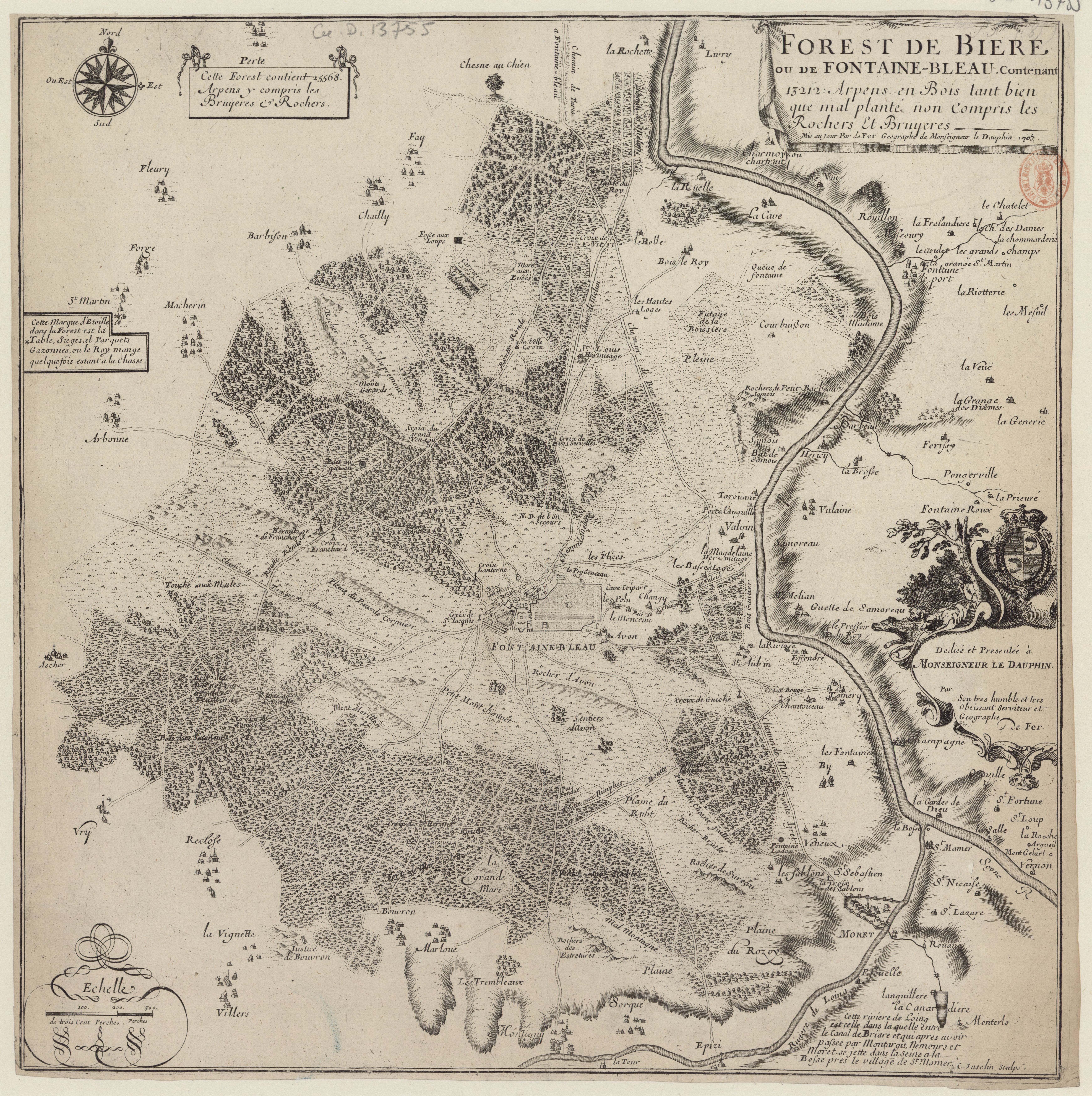
Forest de Bière ou de Fontaine-Bleau (1705) par Nicolas de Fer
Plan general de la forest de Fontainebleau (1727) par André Desquinemare
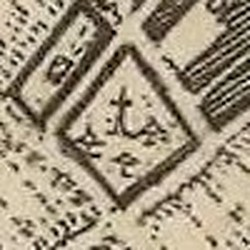
Détail du Plan general de la forest de Fontainebleau (1727) par André Desquinemare